# Porumbeni (sit SCI)
Porumbeni este o arie protejată (arie specială de conservare — SAC, sit de importanță comunitară — SCI) din România, desemnată în scopul protejării biodiversității și menținerii într-o stare de conservare favorabilă a florei spontane și faunei sălbatice, precum și a habitatelor naturale de interes comunitar aflate în arealul zonei de protecție. Aceasta este situată în estul Transilvaniei, pe teritoriile județelor Harghita (92%) și Mureș (8%).

## Localizare
Aria naturală se întinde în partea sud-vestică a județului Harghita (pe teritoriile administrative ale comunelor: Dârjiu, Feliceni, Mugeni, Porumbeni și Șimonești; și pe cel al orașului Cristuru Secuiesc) și în cea sud-estică a județului Mureș, pe teritoriul administrativ al comunei Vânători și este străbătută de drumul național DN13C, care leagă localitatea Vânători, Mureș de DN13A (Morăreni, Harghita).

## Înființare
Zona a fost declarată sit de importanță comunitară prin Ordinul nr. 2.387 din 29 septembrie 2011 (pentru modificarea Ordinului ministrului mediului și dezvoltării durabile nr. 1.964/2007 privind instituirea regimului de arie naturală protejată a siturilor de importanță comunitară, ca parte integrantă a rețelei ecologice europene Natura 2000 în România) și se întinde pe o suprafață de 6.975,4 de hectare. Situl a fost protejat și ca arie specială de conservare (ROSAC0357) în mai 2022.
Situl reprezintă o zonă naturală (păduri de foioase, păduri în amestec, pășuni, mlaștini, turbării, terenuri arabile cultivate, pajiști și pășuni) încadrată în bioregiunea continentală estică a Depresiunii colinare a Transilvaniei, la poalele vestice ale Munților Harghitei (grupă muntoasă a Moldo-Transilvană) ce aparțin lanțului carpatic al Orientalilor.

## Biodiversitate
Aria naturală dispune de două tipuri de habitate: Păduri de fag de tip Asperulo-Fagetum și Păduri dacice de Quercus robur (stejar) și Carpinus betulus (carpen); ce adăpostesc și asigură condiții de viețuire mai multor specii din fauna sălbatică a Occidentalilor.

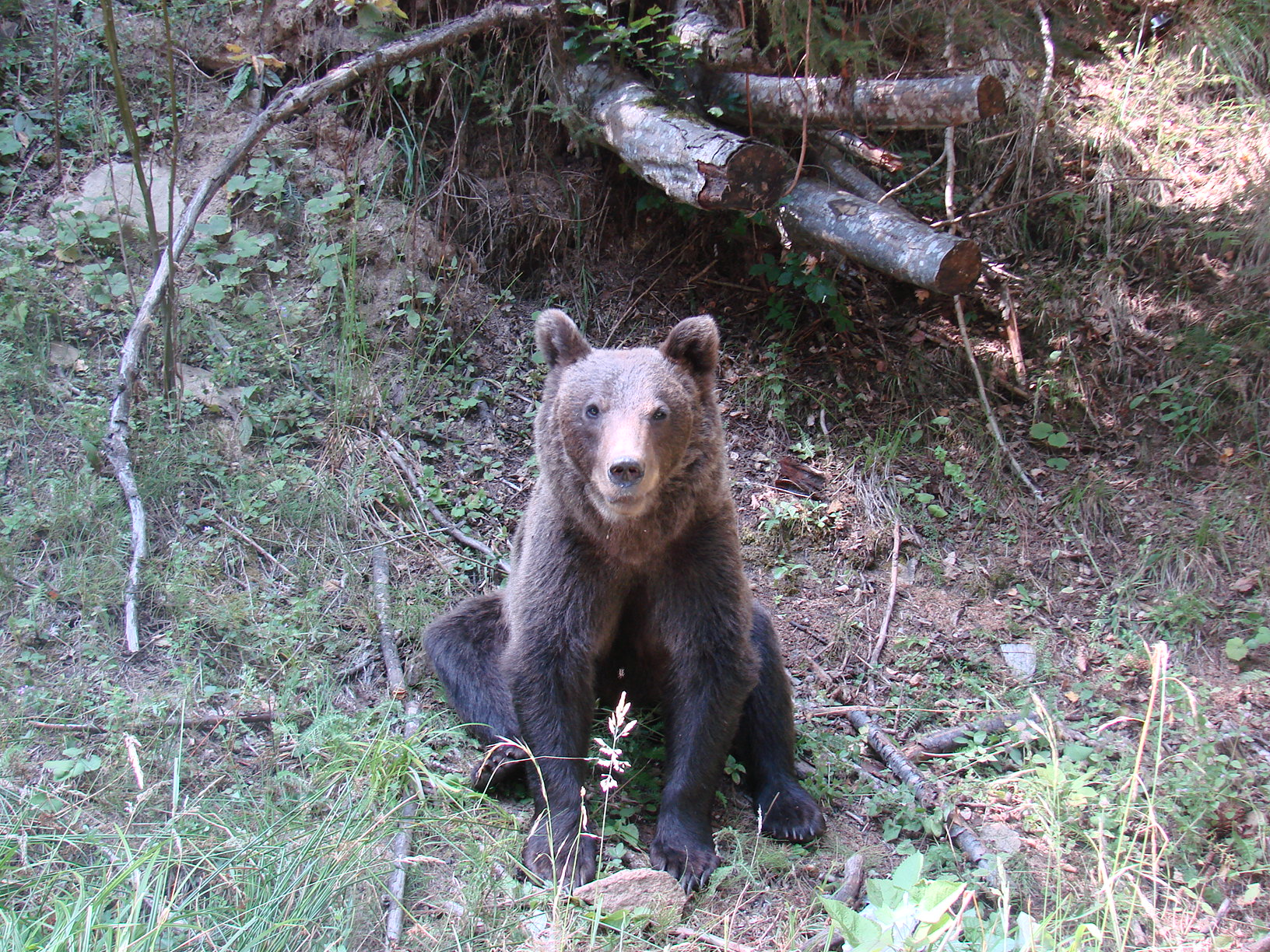
Urs brun (Ursus arctos)

La baza desemnării sitului se află o gamă diversă de mamifere, reptile, amfibieni, pești și insecte; dintre care unele protejate la nivel european prin Directiva CE 92/43/CE din 21 mai 1992 (privind conservarea habitatelor naturale și a speciilor de faună și floră sălbatică) sau aflate pe lista roșie a IUCN.
Specii faunistice semnalate în arealul sitului: urs brun (Ursus arctos), lup cenușiu (Canis lupus), vidră de râu (Lutra lutra), liliacul comun (Myotis myotis), liliac cu urechi de șoarece (Myotis blythii), liliacul mic cu potcoavă (Rhinolophus hipposideros), liliacul cu urechi late (Barbastella barbastellus), șarpele orb (Anguis fragilis),  șarpele de alun (Coronella austriaca), gușter (Lacerta viridis), șopârlă de câmp (Lacerta agilis), ivorașul-cu-burta-galbenă (Bombina variegata), broască râioasă verde (Bufo viridis), brotac verde de copac (Hyla arborea), broască râioasă (Bufo bufo), broasca de pământ (Pelobates fuscus), broasca-roșie-de-munte (Rana temporaria), broasca-roșie-de-pădure (Rana dalmatina), broasca mare de lac (Rana ridibunda), tritonul cu creastă (Triturus cristatus), tritonul comun transilvănean (Triturus vulgaris ampelensis), mreană vânătă (Barbus meridionalis), boarță (Rhodeus sericeus amarus), zvârlugă (Cobitis taenia), rădașcă (Lucanus cervus).

## Căi de acces
- Drumul național DN13 pe ruta: Brașov - Rupea - Saschiz - Vânători, de aici se intră (la dreapta) pe drumul național DN13C - Secuieni - Cristuru Secuiesc.

## Monumente și atracții turistice
Obiective de interes istoric, cultural și turistic aflate în vecinătatea sitului:
- Biserica unitariană fortificată din Dârjiu, monument istoric și de arhitectură din sec. XIII-XIV. Este una din cele șase biserici fortificate din Transilvania incluse în anul 1999 pe lista UNESCO a patrimoniului cultural mondial.

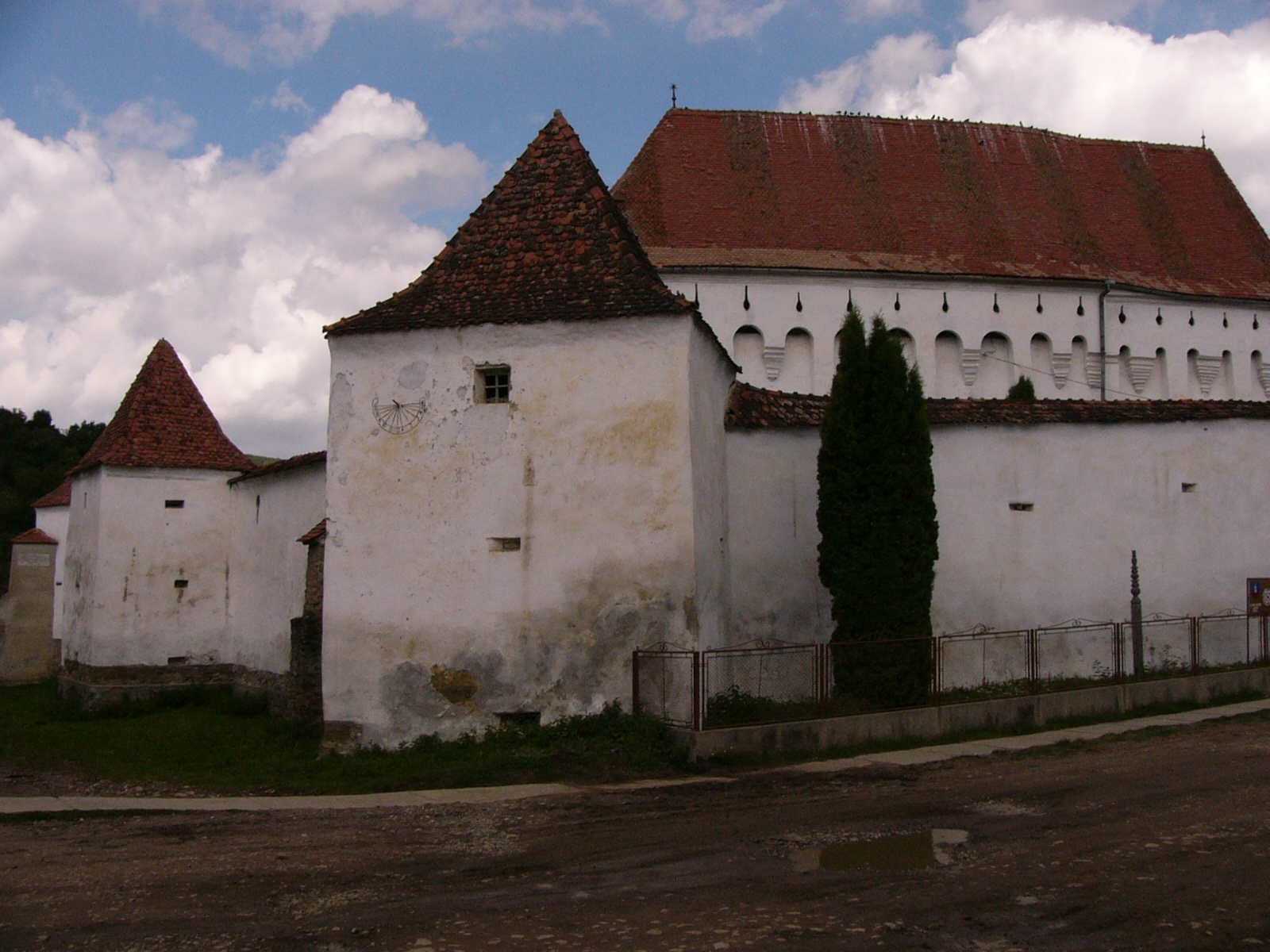
Biserica fortificată din Dârjiu

- Biserica reformată din Cristuru Secuiesc, construcție 1822 - 1834, monument istoric.
- Biserica romano-catolică din Cristuru Secuiesc, construcție sec. XV - XVIII, monument istoric.
- Ansamblul bisericii reformate din Feliceni (Biserica reformată și zidul de incintă), construcție sec. XV - XIX, monument istoric.
- Biserică unitariană și reformată din Filiaș, construcție 1801 - 1803, monument istoric.
- Biserica reformată din Mătișeni, construcție sec. XV - XVIII, monument istoric.
- Biserica unitariană din Medișoru Mare, construcție sec. XV - XIX, monument istoric.
- Ansamblul bisericii reformate din Forțeni (Biserica reformată și zidul de incintă), construcție sec. XIV - XIX, monument istoric.
- Situl rural Dârjiu, construcție sec. XV - XX, monument istoric.
- Villa rustica de la Dârjiu (sit arheologic).
- Situl arheologic „Köleskert” de la Betești (așezări datate din sec. VII - VIII, Epoca migrațiilor; sec. I a. Chr, Latène; Epoca bronzului, Cultura Wietenberg).
- Situl arheologic „Kerekhely” de la Dejuțiu (așezări din sec. XII - XIII, Epoca medievală timpurie; sec. VI - VII, Epoca migrațiilor; sec. III - IV, Epoca post-romană; sec. I a. Chr.-I p. Chr., Latène; Epoca bronzului; Eneolitic, Cultura Ariușd-Cucuteni).
- Situl arheologic „Pagyvan” de la Mugeni (așezări datate din Neolitic, Cultura Coțofeni; Eneolitic, Cultura Tiszapolgár - Bodrogkeresztúr; Eneolitic, Cultura Ariușd-Cucuteni).
- Situl arheologic „Csűrös ” de la Nicoleni (așezări din Epoca bronzului târziu, Cultura Noua; Epoca bronzului mijlociu, Cultura Wietenberg; Neolitic, Cultura Coțofeni).

- Rezervațiile naturale: Lacul Rat și Vulcanii noroioși de la Filiaș.